# Triodus
Triodus е изчезнал род сладководни акули от разред Xenacanthida, които са живели през геоложкия период перм. Родът включва един-единствен екземпляр Triodus sesselis. Вкаменелости от този вид са открити в Германия.